# Ed Balls
Ed Balls, właśc. Edward Michael Balls (ur. 25 lutego 1967 w Norwich) – brytyjski politolog, filozof, ekonomista i polityk, w latach 2005–2015 poseł do Izby Gmin, w latach 2007–2010 minister ds. dzieci, szkół i rodzin w gabinecie Gordona Browna.

## Życiorys

### Kariera zawodowa
Jest synem naukowca Michaela Ballsa. Wykształcenie odebrał w Nottingham High School, Keble College na Uniwersytecie w Oksfordzie (gdzie studiował triadę PPE, philosophy, politics and economy – filozofię, politologię i ekonomię) oraz w Kennedy Scholar na Uniwersytecie Harvarda. Formalnie należy do Co-operative Party, niewielkiego lewicowego ugrupowania współpracującego z Partią Pracy tak blisko, że faktycznie uważa się je za jedną z frakcji wewnątrz stronnictwa labourzystów. Zaczynał karierę zawodową jako dziennikarz Financial Timesa w latach 1990–1994. W 1995 r. przeszedł do polityki i został doradcą ekonomicznym ówczesnego Kanclerza Skarbu w gabinecie cieni, Gordona Browna. Gdy Brown w 1997 r. naprawdę stanął na czele Skarbu JKM, Balls kontynuował pracę u jego boku jeszcze przez siedem lat. Wiele brytyjskich mediów określało go mianem jednej z najbardziej wpływowych osób w brytyjskiej polityce bez mandatu pochodzącego z wyborów. W 2004 r. opuścił ministerstwo, przechodząc do Smith Institute, jednego z powiązanych z partią think tanków, i ogłosił zamiar kandydowania do Izby Gmin.

### Kariera polityczna
W 2005 r. wygrał wybory powszechne w okręgu Normanton, uzyskując niewiele ponad 50% głosów. W maju 2006 r. wrócił do swojego dawnego resortu, już jako ekonomiczny sekretarz skarbu. Gdy jego wieloletni promotor został premierem, powierzył mu kierowanie nowo utworzonym resortem ds. dzieci, szkół i rodziny. Pozostał na tym stanowisku do wyborczej porażki laburzystów w 2010 r. Balls uważany był za jednego z najbliższych współpracowników premiera Browna w kwestiach ekonomicznych. Podobnie jak szef rządu, wyrażał poglądy niechętne przystąpieniu Wielkiej Brytanii do strefy euro, nieufnie podszedł także do projektu konstytucji europejskiej. Choć wpisuje się w zainicjowany przez Tony’ego Blaira nurt New Labour, podkreśla także swoją dumę z socjalistycznych korzeni partii.
W latach 2011–2015 zajmował stanowisko kanclerza skarbu w gabinecie cieni Eda Milibanda. W wyborach w 2015 nie uzyskał reelekcji, tracąc miejsce w parlamencie na rzecz kandydatki konserwatystów Andrei Jenkyns.

### Życie prywatne
Prywatnie Balls jest mężem Yvette Cooper (pobrali się w 1998 r. w Eastbourne), która również jest prominentnym politykiem Partii Pracy, byłą minister z ramienia tego ugrupowania. Mają troje dzieci – Ellie, Joego i Maddy.